# Mount Constance (Südgeorgien)
Mount Constance ist ein 475 m hoher Berg an der Nordküste Südgeorgiens. Er ragt unmittelbar südlich des Kap Constance auf.
Die Benennung des Berges geht mindestens auf das Jahr 1931 zurück und erfolgte in Anlehnung an die Benennung des gleichnamigen Kaps. Dessen Namensgeber ist Constance Angel Greene Allardyce (1861–1919), Ehefrau von William Allardyce, Gouverneur der Falklandinseln von 1904 bis 1915.